# George Albert Wells
George Albert Wells, conosciuto anche come G. A. Wells (Londra, 22 maggio 1926 – 23 gennaio 2017), è stato un linguista e saggista britannico, noto per la sua posizione favorevole alla teoria del mito di Gesù.

## Biografia
Wells studiò all'University College di Londra, dove conseguì la laurea in lingua tedesca nel 1943. Come alternativa al servizio militare, lavorò nelle miniere di carbone britanniche come tanti altri giovani detti Bevin Boys (dal nome di Ernest Bevin, politico laburista e ministro del Lavoro di quel periodo), ma fu congedato anticipatamente per motivi di salute. Dopo la fine della seconda guerra mondiale, riprese gli studi e conseguì la laurea in filosofia. Nel 1949 cominciò a lavorare come lettore all'University College di Londra, incarico che ricoprì fino al 1968. Nel 1954 conseguì il Ph.D. all'Università di Londra. Dovendo svolgere ricerche sui rapporti tra Goethe e la scienza, Wells conseguì una laurea in scienze naturali mentre era ancora lettore all’University College di Londra. Nel 1968 divenne professore all'Università Birkbeck a Londra, dove fu nominato capo del dipartimento di lingua tedesca. Wells rimase all'Università Birkbeck fino al suo ritiro dall’insegnamento, avvenuto nel 1988.
Wells ha scritto numerosi articoli e una ventina di libri. Cinque dei suoi libri riguardano la letteratura tedesca, il pensiero tedesco nel XVIII secolo e XIX secolo e le origini del linguaggio, mentre gli altri libri riguardano le origini del cristianesimo, in cui Wells assume una posizione favorevole alla teoria del mito di Gesù, attenuando in seguito la sua posizione iniziale. Razionalista e ateo, Wells è stato presidente della Rationalist Association. Wells è stato sposato e viveva con la moglie Elizabeth a St Albans.

## Posizione sull'origine del cristianesimo
Nei suoi libri scritti negli anni settanta e ottanta, Wells riteneva che il Gesù descritto dalle lettere di Paolo fosse una figura mitica di origine soprannaturale derivata dalla speculazione sui libri sapienziali ebraici e che il Gesù descritto dai vangeli canonici fosse semplicemente  un'espansione di questa figura mitica iniziale.  Nella seconda metà degli anni novanta Wells ha modificato la sua posizione, accettando l'idea che possa essere esistito nel I secolo d. C. un predicatore galileo, i cui detti sarebbero stati tramandati dalla cosiddetta fonte Q: questa figura storica si sarebbe fusa nei vangeli canonici con la figura mitica descritta dalle lettere di Paolo. Wells ritiene che i vangeli sinottici (specialmente il vangelo secondo Marco) non siano interamente mitici, ma che da questi documenti sia possibile sapere poco o nulla su cosa abbia realmente fatto Gesù e che la ricostruzione del Gesù storico sia un'impresa senza speranza.
Alcuni autori continuano a considerare Wells un fautore del mito di Gesù, altri ritengono invece che abbia operato un voltafaccia, abbandonando la sua tesi iniziale su un Gesù completamente mitico a favore dell’accettazione dell’esistenza di un Gesù storico.

## Libri pubblicati

### Sul pensiero e la letteratura tedesca e sulle origini del linguaggio
- Herder and After: A Study in the Development of Sociology, Gravenhage, Mouton, 1959
- The Plays of Grillparzer, Pergamon Press, 1969
- Goethe and the Development of Science, 1750-1900, Sijthoff & Noordhoff, 1978
- The Origin of Language: Aspects of the Discussion from Condillac to Wundt, Open Court Publishing Company, 1987
- The Origin of Language, Rationalist Press Association, 1999

### Sul cristianesimo delle origini
- The Jesus of the Early Christians, Pemberton, 1971
- The Origins of Christianity: From the Pagan and Jewish Backgrounds, Conway Hall Humanist Centre, London, 1973
- Did Jesus Exist?, Pemberton Publishing, 1975
- The Historical Evidence for Jesus, Prometheus Books, 1982
- Religious Postures: Essays on Modern Christian Apologists and Religious Problems, Open Court, 1988
- Who Was Jesus? A Critique of the New Testament Record, Open Court, 1989
- Belief and Make-Believe: Critical Reflections on the Sources of Credulity, Open Court, 1991
- What's in a Name? Reflections on Language, Magic and Religion, Open Court, 1993
- The Jesus Legend (foreword by R. Joseph Hoffmann), Open Court, 1996
- The Jesus Myth, Open Court, 1999
- The Acts of the Apostles: A Historical Record?, South Place Ethical Society, 2000
- Can We Trust the New Testament?: Thoughts on the Reliability of Early Christian Testimony, Open Court, 2004
- Cutting Jesus Down to Size: What Higher Criticism Has Achieved and Where It Leaves Christianity, Open Court, 2009